# Extraordinary Attorney Woo
Extraordinary Attorney Woo ou Woo, l'avocate extraordinaire au Québec (hangeul : 이상한 변호사 우영우 ; RR : Isanghan byeonhosa uyeongu ; MR : sanghan pyŏnhosa uyŏngu ; litt. « Étrange avocat Woo Young-woo ») est une série télévisée sud-coréenne en seize épisodes d'environ 71 minutes, développée par Kim Chul-yeon et diffusée depuis le 29 juin 2022 sur la chaîne ENA (en).
Elle est également mise en ligne sur Netflix dans certains pays.

## Synopsis
La série raconte l'histoire de Woo Young-woo (Park Eun-bin), une avocate autiste, sur le spectre des troubles du spectre autistique (TSA), qui travaille dans un grand cabinet d'avocats. De plus, elle a un QI de 164, une mémoire exceptionnelle et une façon de penser créative. Cependant elle a une faible capacité de gestion de ses émotions et des compétences sociales classiques limités, mais son sens de l'observation lui permet de compenser et de comprendre ses clients.
Les affaires judiciaires de la série soulèvent parfois des problèmes éthiques difficiles à résoudre. Woo Young-woo se distingue souvent par une approche unique de la question qui impressionne ses pairs.
Un autre thème récurrent est la passion de Woo Young-woo pour les baleines, et les cétacés de manière générale. Cette passion génère souvent de l'incompréhension, voire de l'agacement dans son entourage. Elle parvient régulièrement à résoudre des problèmes de sa vie privée et sa vie professionnelle grâce à des analogies avec le comportement des mammifères marins, lors de moments d'illumination.

## Distribution

### Acteurs principaux
- Park Eun-bin : Woo Young-woo[4]
  - Oh Ji-yul : Woo Young-woo (enfant)[5]
- Kang Tae-oh : Lee Joon-ho[6]
- Kang Ki-young : Jung Myung-seok[7]
- Ha Yoon-kyung : Choi Soo-yeon[8]
- Joo Jong-hyuk (en) : Kwon Min-woo[9]

### Acteurs secondaires
- Jeon Bae-soo (en) : Woo Gwang-ho[6]
- Baek Ji-won (en) : Han Seon-young[6]
- Jin Kyung : Tae Soo-mi[10]
- Joo Hyun-young : Dong Geu-ra-mi[6]
- Im Sung-jae : Kim Min-shik[6]

## Production
Le tournage s'achève le 14 juillet 2022
Le 17 août 2022, le président Lee Sang Baek de AStory (en), la société de production pour Extraordinary Attorney Woo, confirme que la série est en cours pour la deuxième saison prévue en 2024.

### Musique
La musique de la série est entièrement composée par Kim Seung-yeol, dont l'album Extraordinary Attorney Woo (Original Television Soundtrack) s'est plafonné au douzième rang dans le Circle Album Chart et, à partir du septembre 2022, 12 198 copies ont été vendues.

### Fiche technique
- Titre original : 이상한 변호사 우영우
- Titre français : Extraordinary Attorney Woo
- Titre québécois : Woo, l'avocate extraordinaire
- Réalisation : Yoo In-shik[14]
- Scénario : Moon Ji-won[14]
- Musique : Kim Seung-yeol[14]
- Sociétés de production : AStory, KT Studio Genie et Nangman Crew[14]
- Sociétés de distribution : ENA (Corée du Sud) ; Netflix (monde)
- Budget : 20 milliards de wons[15]
- Pays de production :  Corée du Sud
- Langue originale : coréen
- Format : couleur - 1080i (HD - son Dolby Digital
- Genre : drame juridique
- Nombre de saison : 1
- Nombre d'épisode : 16
- Durée : 64–82 minutes
- Dates de diffusion :
  - Corée du Sud : 29 juin 2022 sur ENA (en)
  - Monde : 13 juillet 2022 sur Netflix[16]

## Épisodes

### Première saison
Elle est diffusée du 29 juin au 18 août 2022.
1. L'Extraordinaire Woo (이상한 변호사 우영우)
2. Une robe de mariée glissante (흘러내린 웨딩드레스)
3. Voici Pengsoo (펭수로 하겠습니다)
4. La Querelle des trois frères (삼형제의 난)
5. L'Electron libre contre la tacticienne (우당탕탕 VS 권모술수)
6. Si j'étais une baleine… (내가 고래였다면...)
7. L'Histoire de Sodeok-Dong I (소덕동 이야기 I)
8. L'Histoire de Sodeok-Dong II (소덕동 이야기 II)
9. Le Joueur de flûte (피리부는 사나이)
10. Se ternir la main peut attendre (손잡기는 다음에)
11. M. Sel, Mme Poivre et maître Sauce Soja (소금군 후추양 간장변호사)
12. Le Dauphin de Chine (양쯔강 돌고래)
13. La Nuit bleue de Jeju I (제주도의 푸른 밤 I)
14. La Nuit bleue de Jeju II (제주도의 푸른 밤 II)
15. Dire et faire des choses non demandées (묻지 않은 말, 시키지 않은 일)
16. Bien qu'elle soit étrange et insolite (이상하고 별나지만 (최종회))

### Seconde saison
Le scénario ne sera pas écrit avant début 2024 ce qui présage une diffusion pour fin 2024, voire 2025.

## Accueil

### Accueil critique
L'accueil est divisé : certains saluent la visibilité qu'apporte la série sur l'autisme, d'autres reprochent le manque de crédibilité du personnage de Woo Young-woo.

### Audiences
À ce tableau, les nombres en bleu représentent des audiences les plus faibles et les nombres en rouge, les plus fortes.
| Ép.     | Date de diffusion | Part d'audience moyenne | Part d'audience moyenne |
| Ép.     | Date de diffusion | Nielsen Korea           | Nielsen Korea           |
| Ép.     | Date de diffusion | Monde                   | Séoul                   |
| ------- | ----------------- | ----------------------- | ----------------------- |
| 1       | 29 juin 2022      | 0.948% (32e)            | n/a                     |
| 2       | 30 juin 2022      | 1.805% (4e)             | 1.987% (4e)             |
| 3       | 6 juillet 2022    | 4.032% (2e)             | 4.369% (2e)             |
| 4       | 7 juillet 2022    | 5.190% (1er)            | 5.703% (1er)            |
| 5       | 13 juillet 2022   | 9.138% (1er)            | 10.297% (1er)           |
| 6       | 14 juillet 2022   | 9.569% (1er)            | 10.364% (1er)           |
| 7       | 20 juillet 2022   | 11.690% (1er)           | 12.960% (1er)           |
| 8       | 21 juillet 2022   | 13.093% (1er)           | 14.970% (1er)           |
| 9       | 27 juillet 2022   | 15.780% (1er)           | 18.078% (1er)           |
| 10      | 28 juillet 2022   | 15.157% (1er)           | 17.178% (1er)           |
| 11      | 3 août 2022       | 14.173% (1er)           | 15.384% (1er)           |
| 12      | 4 août 2022       | 14.937% (1er)           | 16.253% (1er)           |
| 13      | 10 août 2022      | 13.515% (1er)           | 14.796% (1er)           |
| 14      | 11 août 2022      | 14.646% (1er)           | 16.075% (1er)           |
| 15      | 17 août 2022      | 13.779% (1er)           | 15.506% (1er)           |
| 16      | 18 août 2022      | 17.534% (1er)           | 19.210% (1er)           |
| Average | Average           | 10.937%                 | 12.875%                 |

### Distinctions
- 2022 : APAN Star Awards
- 2022 : Festival international du film de Busan (Meilleure actrice pour Park Eun-bin et Meilleur contenu)
- 2022 : Content that Changed the World
- 2022 : Broadcast Film Critics Association
- 2022 : Korea Advertisers Contest
- 2022 : Korea Drama Awards
- 2022 : Kim Soo-hyun Drama Art Hall
- 2023 : Baeksang Arts Awards (Grand Prix et Meilleur réalisateur)

## Adaptation
Le 6 juillet 2022, AStory (en) annonce que la série sera adaptée en dessin animé avec le même titre et comprendra 60 épisodes, dessinés par l'illustrateur HwaUmJo et écrits par Yuil. La version en dessin animé sera traduite en coréen, en anglais, en japonais et en chinois.
Le 14 juillet 2022, il est annoncé qu'un remake américain est en cours de discussion.
Le 17 août 2022, la version comédie musicale est confirmé pour 2024.
Le 6 septembre 2022, un remake, proposé dans environ 10 pays est en cours de discussion.